# Phormio
Il Phormio (Formione) è una commedia dell'autore latino Publio Terenzio Afro.
L'opera è una rielaborazione dell'Epidikazòmenos di Apollodoro di Caristo. Fu rappresentata per la prima volta nel 161 a.C.

## Trama
Protagonista è il parassita Formione, che riesce con vari stratagemmi a combinare l'unione dei due cugini Fedria e Antifone con le due ragazze di cui sono innamorati, una suonatrice di cetra e una ragazza povera, che Antifone sposa in assenza del padre. Alla fine si scopre che questa è la cugina di Antifone e, per quanto riguarda la citarista, il parassita riesce a ottenere il denaro per riscattarla.